# Antiandrogene
Antiandrogene sind Arzneistoffe, die die Wirkung der männlichen Sexualhormone (Androgene) hemmen. Substanzen wie Cyproteronacetat (6-Chlor-1α,2α-methylen-17-acetoxy-pregna-4,6-dien-3,20-dion) und Flutamid blockieren Androgenrezeptoren z. B. an der Prostata und heben so die Wirkung von Androgenen auf. Deshalb werden Antiandrogene u. a. bei Prostatakrebs eingesetzt, weil die Androgenwirkung das Tumorwachstum begünstigen würde. Mögliche Nebenwirkungen sind dabei männliches Brustwachstum (Gynäkomastie), Libido- und Potenzverlust. Deshalb können Antiandrogene auch im Rahmen einer chemischen Kastration eingesetzt werden. Weitere Präparate: Bicalutamid, Chlormadinon, Drospirenon, Enzalutamid, Abirateron, Spironolacton, Medroxyprogesteron.

## Anwendung
Beim Mann:
- Androgendeprivative Therapie (ADT) zur Triebdämpfung bei krankhaft verändertem Geschlechtstrieb und Sexualstraftätern[2]
- Zur palliativen Zweitlinientherapie des fortgeschrittenen Prostatakarzinoms[3]
  - Dämpfung des sog. Flare-Phänomens in der Anfangsphase einer ADT
  - Behandlung von Hitzewallungen als unerwünschte Arzneimittelwirkung einer ADT
  - Maximierung der ADT in Kombination mit oder bei Kontraindikationen gegen GnRH-Analoga oder nach einer Orchiektomie. In höherer Dosierung ist etwa Bicalutamid zugelassen zur Behandlung von Patienten mit lokal fortgeschrittenem Prostatakarzinom und hohem Progressionsrisiko alleine oder adjuvant zu radikaler Prostatektomie oder Strahlentherapie.

Bei der Frau:
- Bei übermäßiger Androgenproduktion („Vermännlichung“)
- Bei Akne infolge zu hoher Talgproduktion
- Bei übermäßigem Haarwuchs mit männlichem Verteilungsmuster („Hirsutismus“)
- Zur Hormonbehandlung bei trans Frauen, die somatisch als Jungen geboren wurden
- Als Gestagenersatz oder -derivat bei Antibabypillen-Kombinationspräparaten, z. B. als Therapiemöglichkeit bei PCO-Syndrom ohne Kinderwunsch

Zu den möglichen, teils gravierenden Nebenwirkungen gehören neben der Beeinträchtigung des sexuellen Interesses und der körperlichen Leistungsfähigkeit Gewichtsschwankungen, Depressionen, Kopfschmerzen, Hörstürze, Schwindel und Erhöhung des Thromboserisikos, letztes vor allem bei antiandrogenen oralen Kontrazeptiva.